# 佩罗勒 (奥德省)
佩罗勒（法語：Peyrolles，法語發音：[pɛʁɔl] ⓘ）是法国奥德省的一个市镇，位于该省南部偏西，属于利穆区。

## 地理
佩罗勒（42°57'35"N, 2°19'6"E）面积14.49 平方千米，位于法国奧克西塔尼大區奥德省，该省份为法国南部沿海省份，北起塔恩省，西北接上加龙省，西接阿列日省，南至东比利牛斯省，东临地中海，东北与埃罗省接壤。
与佩罗勒接壤的市镇（或旧市镇、城区）包括：阿尔克、卡赛涅、奥德河畔吕克、雷恩莱班、塞尔、泰罗勒、瓦尔米热尔、韦拉扎。

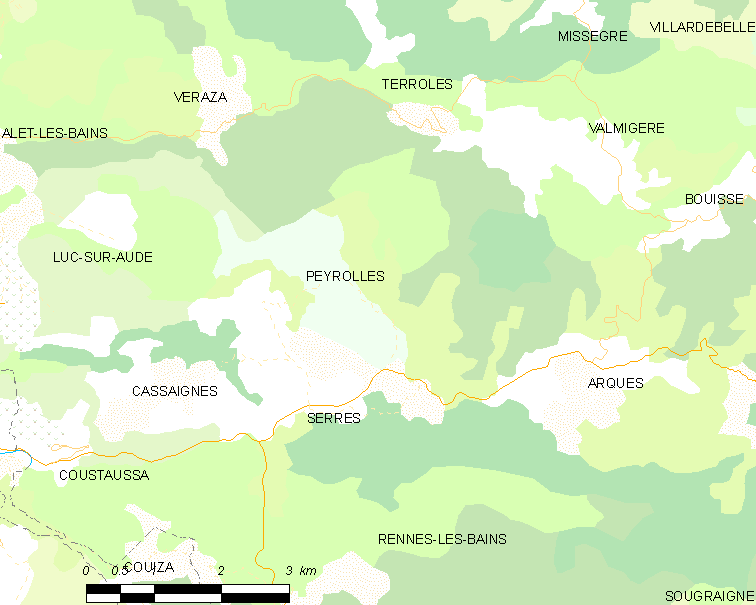
的OSM定位图

佩罗勒的时区为UTC+01:00、UTC+02:00（夏令时）。

## 行政
佩罗勒的邮政编码为11190，INSEE市镇编码为11287。

## 政治
佩罗勒所属的省级选区为上奥德河谷县。

## 人口

1962-2008年间人口变化图示

佩罗勒于2022年1月1日时的人口数量为89人。